# William Jervois
William Jervois (né le 10 septembre 1821 à Cowes sur l'Île de Wight et mort le 17 août 1897 à Virginia Water) est un administrateur colonial et homme d'État britannique, successivement gouverneur des Établissements des détroits, de l'Australie-Méridionale et de Nouvelle-Zélande.